# Лугово-Бесстрашниково
Лугово-Бесстрашниково — упразднённая деревня в Большереченском районе Омской области России. Входила в состав Шипицынского сельского поселения. Исключена из учётных данных в 1998 г.

## География
Располагалась на левом берегу реки Иртыш, в км к юго-востоку от п. Большеречье.

## История
В 1928 году состояла из 46 хозяйств. В составе Гущинского сельсовета Большереченского района Тарского округа Сибирского края.

## Население
По переписи 1926 г. в деревне проживало 242 человека (109 мужчин и 133 женщины), основное население — русские